# Мурсія (провінція)
Мурсія, Мурсійський регіон (ісп. Región de Murcia, кат. Regió de Múrcia) — провінція Іспанії, одне з 17 автономних співтовариств країни, розташоване на південному сході Піренейського півострова, між Андалусією і Валенсією, і між Середземним морем і Кастилією — Ла-Манча. Столицею регіону є місто Мурсія, де розташовуються всі регіональні органи влади, окрім Регіональної асамблєї, яка розташована в Картахені.
Третина всього населення регіону живе в столиці. Регіон Мурсія є найбільшим виробником фруктів, овочів і квітів в Європі.

## Географія

### Рельєф
Регіон знаходиться на східному краю Бетських гір. Бетські гори в свою чергу розділяються на Пребетські, Суббетські та Пенібетські кордильєри (з півночі на південь).

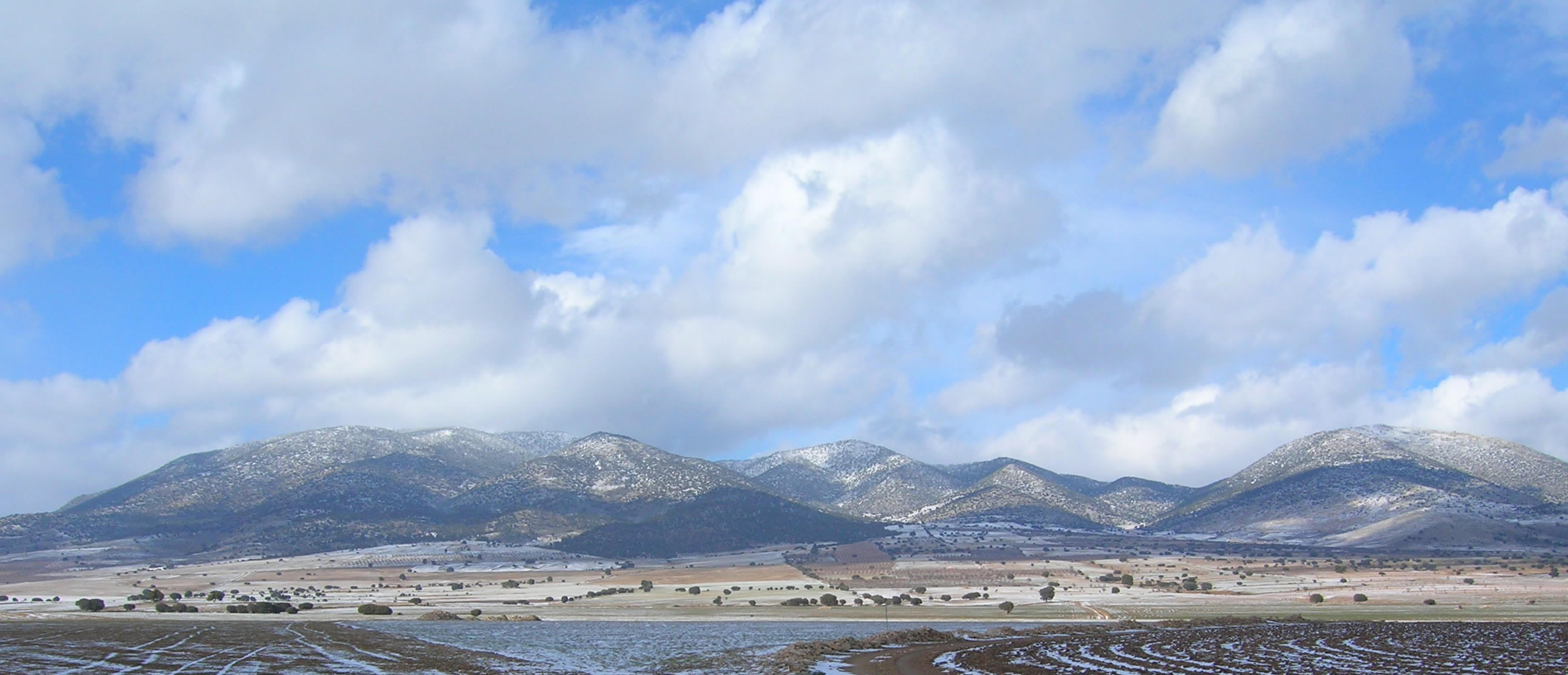
Південна сторона масиву Револькадорес

Традиційно вважалося, що пік Револькадорес (ісп. Pico de Revolcadores), що відноситься до гірського масиву з тією ж назвою є найвищою точкою Мурсійського регіону і має висоту 2 027 м; але по останніх вимірах SNIG'а (Servicio Nacional de Información Geográfica de España — Національна служба географічної інформації Іспанії) Револькадорес має висоту 1 999 м, а найвищою точкою регіону є пік того ж гірського масиву Лос Обіспос (ісп. ісп. Los Obispos — «Єпископи») — 2 015 м.
Приблизно 27 % територій регіону відноситься до гірського рельєфу, 37 % до міжгірських низин і долин, і 35 % до рівнин.

### Клімат

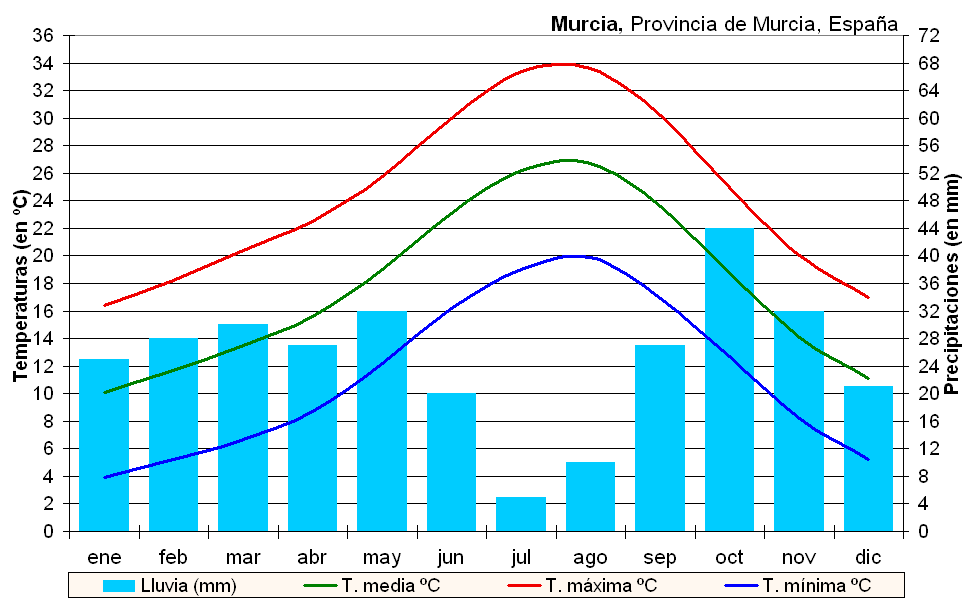
Діаграма зміни температури повітря в столиці регіону впродовж року

В Мурсії напівпосушливий середземноморський клімат з м'якою зимою (в грудні і січні в середньому 11 °C) і спекотним літом (до 40 °C). Середньорічна температура — 18 °C.
Відстань до моря і рельєф створюють температурні відмінності між узбережжям і внутрішніми районами регіону, особливо відмінності помітні взимку. В той час, коли на узбережжі температура рідко опускається нижче 10 °C, у внутрішніх районах вона рідко піднімається вище 6 °C і кількість опадів вища (600 мм), ніж на узбережжі.

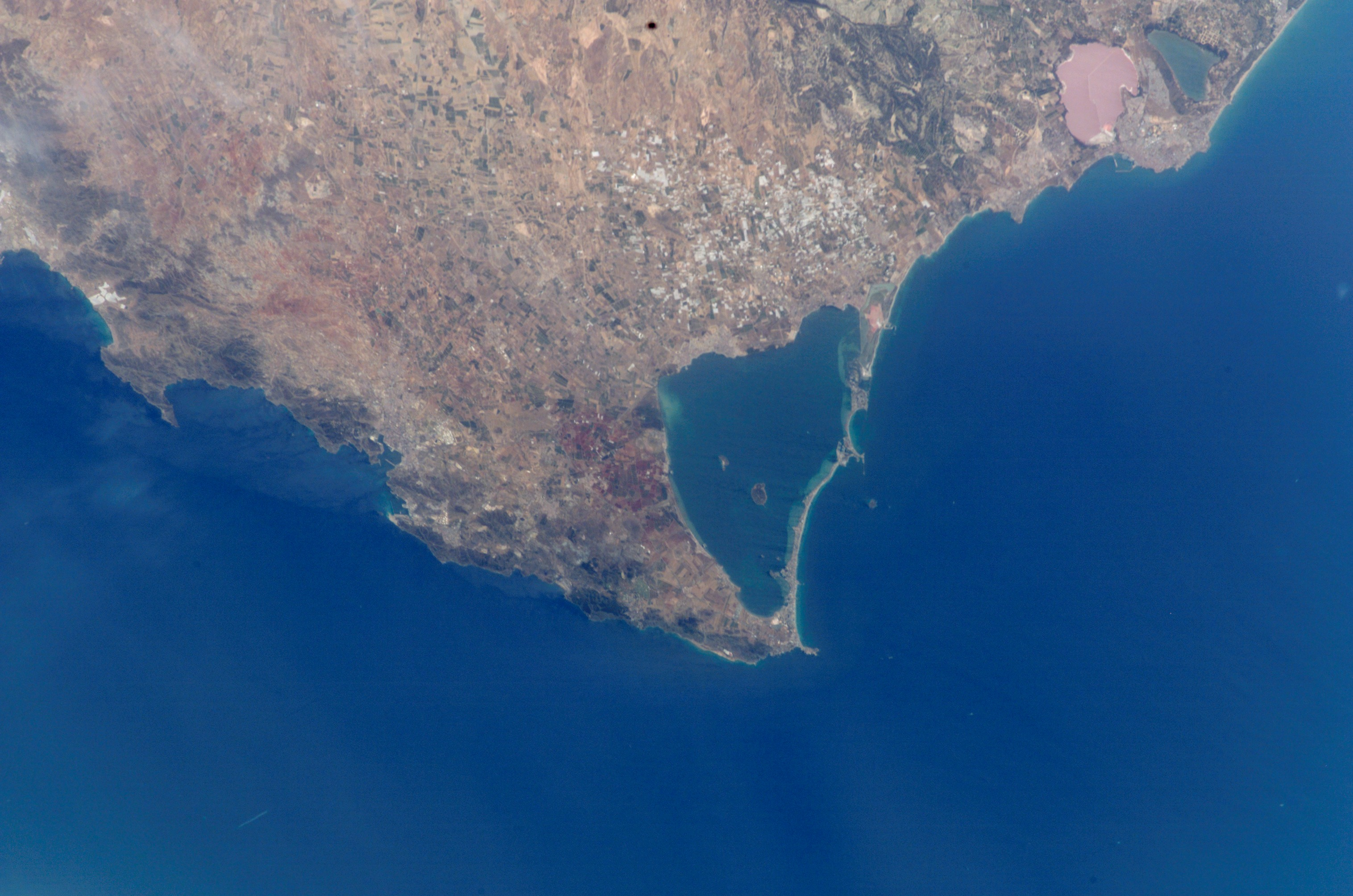
Мар Менор, вигляд з супутника

У місті Мурсія був зафіксований температурний рекорд Іспанії XX століття. 4 липня 1994 року температура була 47,2 °C. Січень 2005 року був найхолоднішим за довгий час, на узбережжі навіть випав сніг. 

### Водні ресурси
В регіоні знаходиться найбільше природне озеро Іспанії — Мар-Менор. Мар-Менор є найбільшим солоним озером Європи. Озеро має напівокруглу форму і відокремлено від Середземного моря смугою піску завдовжки 22 км і шириною від 100 до 1 200 м.

## Історія
Див. також: Королівство Мурсія
Карфагеняни заснували на території Мурсійського регіону торговельну колонію, назвавши її Карт Хадашт (фінікійською мовою Нове Місто), так само як його африканського тезку (Карфаген). Згодом місто було захоплене римлянами, що охрестили його Новим Карфагеном (лат. Carthago Novo), щоб відрізняти його від Карфагена африканського. Мурсійський регіон увійшов до складу римської провінції Картаґіненсіс (лат. Carthaginensis).

Комарки Мурсії

Мурсійське королівство, одна з держав на які розпався Кордовський халіфат, було створене після занепаду Кордовського халіфату Омеядів в XI столітті. Столицею царства була Мадінат Мурсійя (Мурсія), окрім території сучасного регіону Мурсії, царство включало частину території провінцій Альбасете, Альмерія і Аліканте. В 1086 році династія Альморавідів розповсюдила свою владу на всі тайфи (мусульманські князівства) і об'єднали Аль-Андалус.
Фернандо III Святий добився вассалітету мусульманського королівства Мурсії в 1243 році і призначив свого сина, майбутнього Альфонсо X Мудрого, намісником в 1244 році. Подальше невиконання договору, підписаного в Алькарасі, призвело до повстання мурсійських мусульман в 1266 році, яке було підтримано арагонськими військами Якова I Арагонського. У 1296 р. використовуючи династичний конфлікт Кастилії, пов'язаний з Фернандо де ла Серда, король Яків II Арагонський захопив територію Мурсії і приєднав її до Валенсійського королівства.
Арагонське панування тривало недовго, але мало велике значення завдяки заселенню земель каталонськими християнами, які зробили меншістю кастильських переселенців. У 1305 році за Ельчеським договором Дон Хайме «Справедливий» повернув велику частину територій, але назавжди залишивши за Валенсією комарки Віналопо, Алаканті і Вега Баха. Тайфа Мурсії після захоплення християнськими королівствами стала називатися Королівством Мурсія. Королівство Мурсія продовжувало носити цю назву до 1833 року.

## Демографія
Див. також : Ал-Карша.

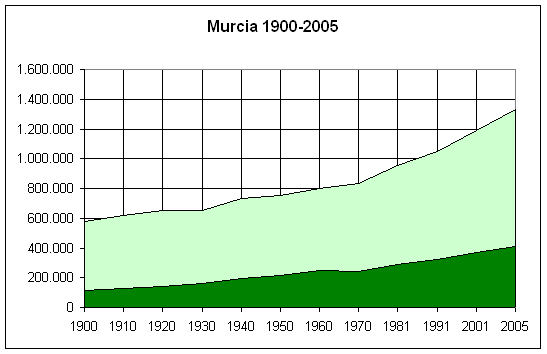
Демографічна еволюція. Світло зелений — регіон в цілому, темно-зелений — столиця.

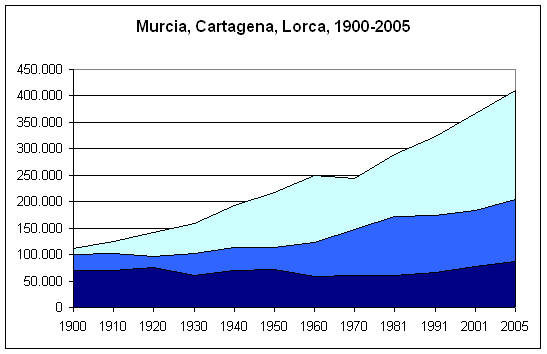
Демографічна еволюція трьох основних міст регіону: Лорка (темно-синій), Картахена (синій) і Мурсія (блакитний), 1900—2005.

У регіоні Мурсія живе 1,42 млн осіб, майже третина (30,7 %) з яких проживає в столиці регіону Мурсії. Населення регіону становить 3 % від населення Іспанії. Після Сеути і Мелільї Мурсійський регіон має найвищий приріст населення і найвищий рівень народжуваності в країні.
- Народжуваність (2004): 13 ‰
- Смертність (2004): 7,48 ‰
- Тривалість життя (2002):
  - Чоловіки: 76,01
  - Жінки: 82,00

Між 1991-2005 р.р. роками мурсійське населення збільшилося на 26,06 %, за той самий період населення країни збільшилося лише на 11,85 %. 12,35 % жителів регіону є іноземцями (INE 2005), на 4 % більш ніж у середньому в Іспанії. Серед іноземців переважають еквадорці (33,71 % від загального числа іноземців), марокканці (27,13 %), британці (5,95 %), болівійці (4,57 %) і колумбійці (3,95 %).
| Населення | 256.977 | 380.969 | 451.611 | 491.436 | 577.987   | 615.105   | 638.639   | 645.449   | 719.701   |
| Відсоток  | 2,50 %  | 2,46 %  | 2,72 %  | 2,80 %  | 3,10 %    | 3,08 %    | 2,99 %    | 2,73 %    | 2,77 %    |
|           | 1950    | 1960    | 1970    | 1981    | 1991      | 1996      | 1999      | 2001      | 2005      |
| Населення | 756.721 | 800.463 | 832.313 | 957.903 | 1.059.612 | 1.097.249 | 1.131.128 | 1.190.378 | 1.335.792 |
| Відсоток  | 2,69 %  | 2,62 %  | 2,45 %  | 2,54 %  | 2,69 %    | 2,81 %    | 2,77 %    | 2,90 %    | 3,03 %    |

Чисельність населення згідно з Флоридебланке (на 1787) та офіційними даними INE (з 1857). Джерела: Estadísticas históricas de la Región de Murcia, INE [Архівовано 4 грудня 2019 у Wayback Machine.] 

### ЗМІ
- Газети (ісп.)
- Телебачення [Архівовано 1 травня 2008 у Wayback Machine.] (ісп.)

| Іспанія | Це незавершена стаття з географії Іспанії. Ви можете допомогти проєкту, виправивши або дописавши її. |